# 가시광선천문학

빛의 파장대별 지구 대기의 전자기 스펙트럼 투과율을 나타낸 그림.

가시광선천문학(visible-light astronomy) 혹은 광학천문학(optical astronomy)은 가시광선 영역에 민감한 망원경, 즉 광학망원경을 이용한 천문학이다. 가시광선 천문학은 전자기 스펙트럼 중 사람의 눈으로 보이지 않는 파장대, 예컨대 전파, 적외선, 자외선, X선, 감마선을 사용하는 천문학과는 구별된다. 가시광선은 파장이 대략 380 나노미터(nm)에서 750 nm에 해당한다.
가시광선 천문학은 인류가 밤하늘을 올려다보기 시작한 이래 존재해 왔다. 인류는 망원경을 발명하며 관측 능력이 크게 향상되었다. 망원경의 발명은 일반적으로 독일계 네덜란드 안경 제작자인 한스 리퍼세이에게 귀속되지만, 갈릴레오 갈릴레이 또한 망원경의 발전과 제작에 있어 중요한 역할을 하였다.
가시광선 천문학은 눈으로 볼 수 있는 빛만을 관측 대상으로 하기 때문에 단순히 별을 관찰하는 데에는 특별한 장비가 필요하지 않다. 이러한 이유로 가시광선 천문학은 가장 널리 행해지는 천문학의 형태이며, 동시에 가장 오래된 천문학이기도 하다.

## 역사

### 시초

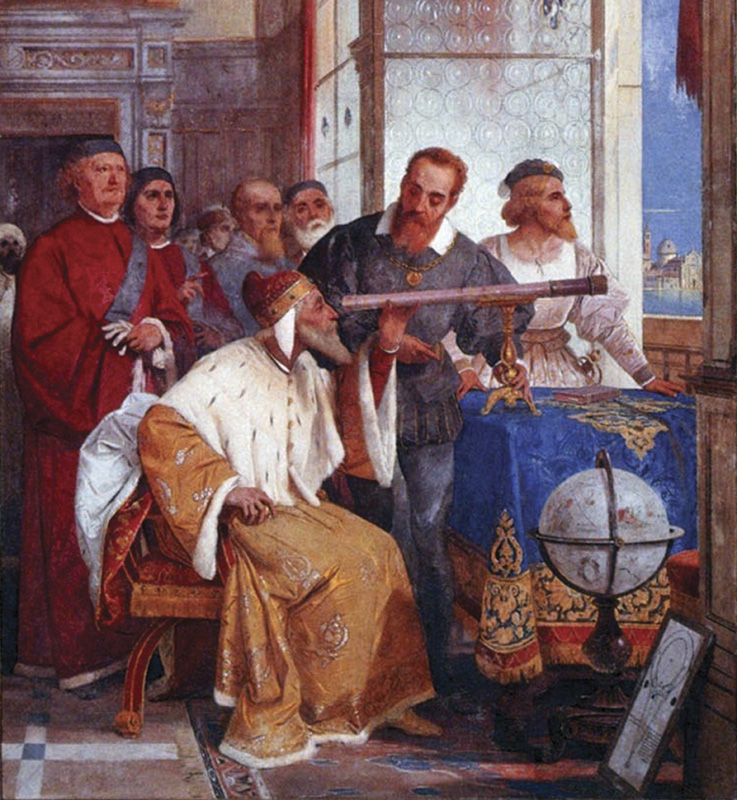
갈릴레이가 베네치아 도제에게 망원경의 사용법을 가르쳐주고 있다. 주세페 베르티니가 1858년에 그린 그림.

인간은 수천 년 동안 밤하늘의 별과 천체들을 관찰해 왔다. 오늘날 사용되는 별자리의 명칭 가운데 다수가 그리스어에서 유래한 것은 이러한 오랜 관측 전통을 보여준다. 망원경이 등장하기 전까지 천문학은 오로지 육안에 의존하여 이루어졌다.
광학 망원경의 발명자는 일반적으로 독일계 네덜란드 안경 제작자인 한스 리퍼셰이로 알려져 있다. 리퍼셰이는 망원경에 대한 특허를 처음으로 출원한 인물로 기록되어 있지만, 실제로 그가 최초로 망원경을 제작했는지는 명확하지 않다. 리퍼셰이의 불충분한 특허안의 설명을 바탕으로, 갈릴레오 갈릴레이는 이듬해 약 3배 배율의 망원경을 제작하였고, 이후 최대 30배까지 확대할 수 있는 개량형을 개발하였다. 갈릴레이식 망원경은 지상 물체를 확대하여 바로 선 상으로 보여줄 수 있었기 때문에, 흔히 ‘지상 망원경’ 혹은 정탐경(spyglass) 등의 이름으로도 불렸다. 갈릴레오는 이 망원경을 천문 관측에도 활용하였으며, 일정 기간 동안 그러한 수준의 망원경을 제작할 수 있는 소수의 인물 중 하나였다. 1609년 8월 25일, 갈릴레오는 최대 8배 또는 9배까지 확대가 가능한 초기 망원경을 베네치아 의회 의원들에게 시연하였다. 갈릴레오의 망원경은 상업적으로도 인기를 끌었는데, 바다에서의 항해나 거래에 유용하다고 여긴 상인들에게 판매되었다. 그는 자신의 최초 천문 관측 결과를 1610년 3월에 《시데레우스 눈치우스》, 즉 '별의 전령'이라는 이름의 짧은 논문으로 출간하였다.
망원경을 통해 육안이 광학적 보조를 얻게 되었지만, 19세기에 천체사진술(astro-photography)이 등장하기 전까지 인간의 눈은 유일한 영상 감지 수단으로 남아 있었다.

### 근현대
현대에도 가시광선 천문학은 여전히 활발히 수행되고 있다. 특히 천문 동호인 수준에서도 널리 퍼지게 되었는데, 이는 망원경이 과거 발명 초기와 달리 일반 대중에게 훨씬 널리 보급되었기 때문이다. NASA와 같은 정부 기관은 오늘날 가시광선 영역의 천체 및 우주 물체에 대한 연구와 관측의 최전선에 위치해 있다. 현대 가시광선 천문학에서 가장 고품질의 사진과 데이터는 우주 망원경, 즉 지구 대기권 밖에 설치된 망원경을 통해 획득된다. 대기의 영향이 제거됨으로써 이미지와 시야의 품질이 훨씬 선명해지며, 그 결과 천체를 훨씬 더 정밀하게 관측할 수 있고, 매우 멀리 있거나 빛이 희미한 천체까지도 관측할 수 있게 된다. 또한 대기의 간섭이나 낮과 밤의 제약을 받지 않기 때문에 언제든지 관측이 가능하다는 이점도 있다.

#### 허블 우주 망원경

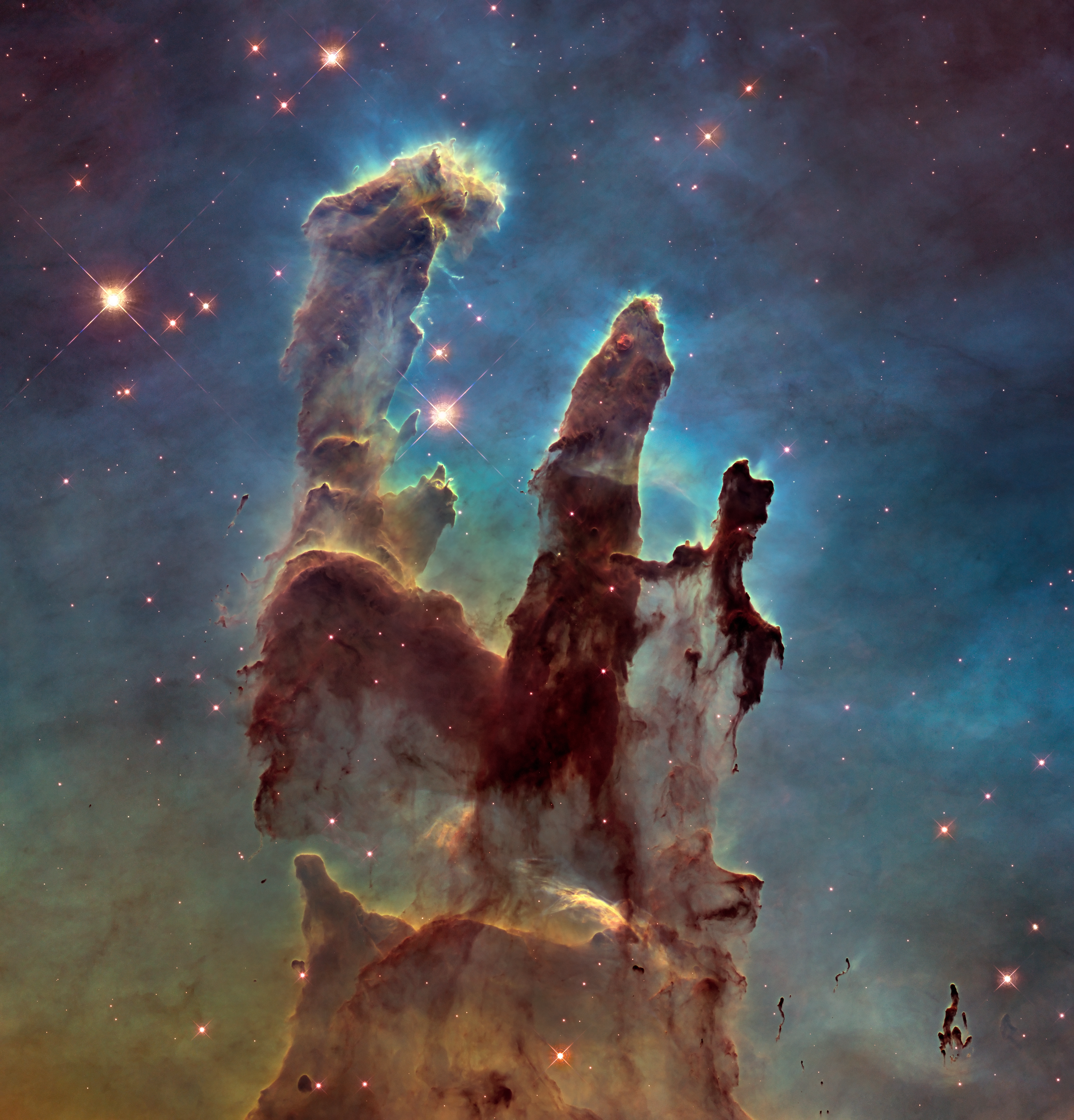
허블 우주망원경의 가장 유명한 사진 중 하나인 창조의 기둥. 수리 성운에 위치해 있다.

허블 우주 망원경은 미국 항공우주국(NASA)이 개발한 우주 망원경으로, 1990년 저지구 궤도에 발사되었으며 현재까지도 운용 중이다. 허블 망원경의 주요 관측 장비 네 개는 근자외선, 가시광선, 근적외선 영역에서 관측을 수행한다. 허블이 촬영한 이미지는 지금까지 인류가 확보한 가장 정밀한 천체 이미지 중 일부에 속하며, 이로 인해 우주론 및 천체물리학 분야에서 수많은 중요한 발견이 이루어졌다. 그 예로는 우주의 팽창 속도를 보다 정확히 측정한 성과가 있다.
허블의 대표적인 이미지 중 하나인 ‘창조의 기둥(Pillars of Creation)’은 2014년에 촬영된 사진으로, 독수리 성운(Eagle Nebula)에서 별이 형성되고 있는 모습을 담고 있다.

## 광학망원경
가시광선 천문학에서 사용되는 망원경은 크게 세 가지 주요 유형으로 나눌 수 있다.
- 굴절 망원경은 렌즈를 이용하여 빛의 굴절 현상을 이용해 상을 맺는 방식의 망원경이다. 가격이 비교적 저렴하고 사용이 간편하다는 장점 때문에 아마추어 천문가들이 주로 사용하며, 특히 달이나 행성과 같은 밝은 천체를 관측할 때 많이 쓰인다.

- 반사 망원경은 거울을 이용하여 빛의 반사 현상을 이용해 상을 맺는다. 과학적 연구에 가장 널리 활용되는 망원경이다.

- 반사-굴절 망원경은 렌즈와 거울을 조합하여 상을 형성하는 망원경으로, 굴절 망원경과 반사 망원경의 기능을 결합한 형태이다.

각 유형은 서로 다른 종류의 수차가 있다. 굴절 망원경은 색수차의 영향을 받기 쉬운데, 이는 렌즈가 다양한 색의 빛을 동일한 초점에 모으지 못해 이미지의 밝고 어두운 경계에서 실제로는 존재하지 않는 색이 나타나는 현상이다. 반사 망원경은 시야 가장자리 근처에서 비축 수차(off-axis aberration) 등 여러 형태의 광학적 왜곡이 나타나곤 한다. 반사-굴절 복합 망원경은 다양한 설계 방식이 존재하기 때문에 수차의 유형도 설계에 따라 다양하게 나타난다.

## 관측 대상
가장 흔히 관측되는 천체는 망원경 없이도 육안으로 볼 수 있는 달, 유성, 행성, 별자리, 별 등이다.
달은 아마추어 천문가와 일반 관측자들에게 매우 자주 관측되는 천체이다. 달은 밤하늘에서 가장 밝고 가장 큰 천체이며, 중화권 및 고대 근동 등 고대 문명에서도 역법의 근간이 되는 등 중요한 역할을 해왔다.  달은 달력의 기초가 되었으며, 망원경이나 쌍안경 없이도 선명하게 관찰할 수 있어 매우 접근성이 높고 관측이 용이하다.
유성도 흔히 관측되는 천체로, 일반적으로 ‘별똥별’이라고 불린다. 페르세우스자리 유성군, 사자자리 유성군과 같은 유성우는 짧은 시간에 많은 유성을 볼 수 있어 유성 관측을 보다 쉽게 만들어 준다.
행성은 보통 망원경이나 쌍안경을 통해 관측되지만, 일부는 육안으로도 관찰이 가능하다. 금성은 매우 밝아 낮에도 보일 수 있을 만큼 쉽게 관측되며, 망원경 없이도 보기 쉬운 대표적인 행성이다. 이 외에도 화성, 목성, 토성 또한 맨눈으로 관찰할 수 있다.
별자리와 별 역시 자주 관측되는 대상이다. 과거에는 특히 항해 중인 선박에서 방향을 잡기 위한 기준으로도 사용되었다. 가장 잘 알려진 별자리 중 하나는 큰곰자리의 일부인 북두칠성이다. 별자리는 하늘의 다른 천체들의 위치를 설명하거나 찾는 데에도 유용한 기준점 역할을 한다.